# Notația orbifold
În geometrie notația orbifold (sau semnătura orbifold) este un sistem inventat de matematicianul William Thurston și promovat de John Conway pentru reprezentarea tipurilor de grupuri de simetrie în spații bidimensionale de curbură constantă. Avantajul notației este că descrie aceste grupuri într-un mod care indică multe dintre proprietățile grupurilor: în special, urmează metoda lui William Thurston pentru descrierea unui orbifold⁠(d) obținut prin aplicarea topologică a spațiului euclidian pe grupul luat în considerare.
Grupurile reprezentabile în această notație cuprind grupurile punctuale⁠(d) de pe sferă ({\displaystyle S^{2}}), grupurile de friză și grupurile de tapet⁠(d) ale planului euclidian ({\displaystyle E^{2}}) și analogii lor din planul hiperbolic ({\displaystyle H^{2}}).

## Definiția notației
Într-un grup descris prin notația orbifold pot apărea următoarele tipuri de transformări euclidiene:
- reflexia față de o dreaptă (sau un plan);
- translația cu un vector;
- rotația de ordin finit față de un punct;
- rotația infinită față de o dreaptă în spațiul tridimensional;
- reflexia translată, adică reflexia urmată de o translație.

Se presupune că toate translațiile care au loc formează un subgrup discret al simetriilor de grup care sunt descrise.
Fiecare grup este notat în notația orbifold printr-un șir finit format din următoarele simboluri:
- numere întregi pozitive {\displaystyle 1,2,3,\dots } ;
- simbolul infinitului, {\displaystyle \infty } ;
- asteriscul, * ;
- simbolul o (un cerc plin în documentele mai vechi), numit și toartă deoarece topologic reprezintă o suprafață închisă în formă de tor (topologic echivalent cu o toartă) — unde modelele se repetă în urma a două translații;
- simbolul {\displaystyle \times } (un cerc gol în documentele mai vechi), unde un model se repetă ca imagine în oglindă fără a traversa o dreaptă de oglindire.

Un șir scris cu aldine (litere „negre”) reprezintă un grup de simetrii ale spațiului tridimensional euclidian. Un șir care nu este scris cu caractere aldine reprezintă un grup de simetrii ale planului euclidian, care se presupune că conține două translații independente.
Fiecare simbol corespunde unei transformări distincte:
- un număr întreg n la stânga unui asterisc indică o rotație de ordinul n în jurul unui punct;
- un număr întreg n la dreapta unui asterisc indică o transformare de ordinul 2n care se rotește în jurul unui punct caleidoscopic și se reflectă față de o dreaptă (sau plan);
- simbolul {\displaystyle \times } indică o reflexie translată;
- simbolul {\displaystyle \infty } indică o simetrie de rotație infinită în jurul unei drepte; poate apărea numai la grupurile notate cu aldine (prin abuz de limbaj, s-ar putea spune că un astfel de grup este un subgrup de simetrii ale planului euclidian cu o singură translație independentă — grupurile de frize apar în acest fel);
- simbolul excepțional o indică faptul că există exact două translații liniar independente.

### Simboluri orbifold bune
Despre un simbol orbifold se spune că e bun dacă nu este unul dintre următoarele: p, pq, *p, *pq, pentru p, q ≥ 2 și p ≠ q.

## Chirale și achirale
Un obiect este chiral dacă grupul său de simetrie nu conține reflexii; altfel se numește achiral. Orbifoldul corespunzător este orientabil în cazul chiral și neorientabil în caz contrar.

## Caracteristica Euler și ordinul
Caracteristica Euler a unui orbifold poate fi citită din simbolul său Conway, după cum urmează. Fiecare semn are o valoare:
- n fără sau înainte de un asterisc contează drept {\displaystyle {\frac {n-1}{n}}};
- n după un asterisc contează drept {\displaystyle {\frac {n-1}{2n}}};
- asteriscul și {\displaystyle \times } contează drept 1;
- o contează drept 2.

Se face suma valorilor acestor caracteristici.
Caracteristica Euler se obține scăzând din 2 suma valorilor caracteristicilor de mai sus. Dacă această sumă este 2, ordinul este infinit, adică notația reprezintă un grup de tapet sau un grup de friză. „Teorema magică” a lui Conway indică faptul că cele 17 grupuri de tapet sunt exact acelea cu suma valorilor caracteristicilor egală cu 2. În caz contrar, ordinul este 2 împărțit la caracteristica Euler.

## Grupuri egale
Următoarele grupuri sunt izomorfe:
- 1* și *11
- 22 și 221
- *22 și *221
- 2* și 2*1.

Acest lucru se datorează faptului că rotația „de 1 ori” este rotația „vidă” (poziția inițială).

## Grupuri bidimensionale
Simetria unui obiect bidimensional fără simetrie de translație poate fi descrisă prin tipul de simetrie tridimensională prin adăugarea unei a treia dimensiuni la obiect care nu adaugă sau nu strica simetria. De exemplu, pentru o imagine bidimensională se poate considera o cutie de carton cu acea imagine afișată pe o parte; forma cutiei trebuie să fie astfel încât să nu strice simetria sau poate fi imaginată a fi infinită. Astfel se obține n• și *n•. • se adaugă la grupurile unidimensionale și bidimensionale pentru a indica existența unui punct fix. (În tridimensional aceste grupuri există într-un orbifold digonal cu n poziții și sunt reprezentate drept nn și *nn.)
Similar, o imagine unidimensională poate fi desenată orizontal pe o bucată de carton, cu grija de a evita simetria suplimentară în raport cu dreapta care conține imaginea, de exemplu prin desenarea unei bare orizontale sub imagine. Astfel, grupurile de simetrie discretă în spațiul unidimensional sunt *•, *1•, ∞• și *∞•.
O altă metodă de a construi un obiect tridimensional dintr-un obiect unidimensional sau bidimensional pentru a descrie simetria este prin produsul cartezian dintre obiect și un obiect unidimensional sau bidimensional asimetric.

## Tabele de corespondențe

### Sferică
| (*11), C1v = Cs   | (*22), C2v  | (*33), C3v  | (*44), C4v  | (*55), C5v  | (*66), C6v  |
| ----------------- | ----------- | ----------- | ----------- | ----------- | ----------- |
| Ordin 2           | Ordin 4     | Ordin 6     | Ordin 8     | Ordin 10    | Ordin 12    |
| (*221), D1h = C2v | (*222), D2h | (*223), D3h | (*224), D4h | (*225), D5h | (*226), D6h |
| Ordin 4           | Ordin 8     | Ordin 12    | Ordin 16    | Ordin 20    | Ordin 24    |
| (*332), Td        | (*332), Td  | (*432), Oh  | (*432), Oh  | (*532), Ih  | (*532), Ih  |
| Ordin 24          | Ordin 24    | Ordin 48    | Ordin 48    | Ordin 120   | Ordin 120   |

| Orbifold                                     | Coxeter            | Schönflies         | Herm.–Maug.        | Ordin              |
| Grupuri poliedrice                           | Grupuri poliedrice | Grupuri poliedrice | Grupuri poliedrice | Grupuri poliedrice |
| -------------------------------------------- | ------------------ | ------------------ | ------------------ | ------------------ |
| *532                                         | [3,5]              | Ih                 | 53m                | 120                |
| 532                                          | [3,5]+             | I                  | 532                | 60                 |
| *432                                         | [3,4]              | Oh                 | m3m                | 48                 |
| 432                                          | [3,4]+             | O                  | 432                | 24                 |
| *332                                         | [3,3]              | Td                 | 43m                | 24                 |
| 3*2                                          | [3+,4]             | Th                 | m3                 | 24                 |
| 332                                          | [3,3]+             | T                  | 23                 | 12                 |
| Grupuri diedrale și ciclice: n = 3, 4, 5 ... |                    |                    |                    |                    |
| *22n                                         | [2,n]              | Dnh                | n/mmm sau 2nm2     | 4n                 |
| 2*n                                          | [2+,2n]            | Dnd                | 2n2m sau nm        | 4n                 |
| 22n                                          | [2,n]+             | Dn                 | n2                 | 2n                 |
| *nn                                          | [n]                | Cnv                | nm                 | 2n                 |
| n*                                           | [n+,2]             | Cnh                | n/m sau 2n         | 2n                 |
| n×                                           | [2+,2n+]           | S2n                | 2n sau n           | 2n                 |
| nn                                           | [n]+               | Cn                 | n                  | n                  |
| Cazuri particulare                           |                    |                    |                    |                    |
| *222                                         | [2,2]              | D2h                | 2/mmm sau 22m2     | 8                  |
| 2*2                                          | [2+,4]             | D2d                | 22m sau 2m         | 8                  |
| 222                                          | [2,2]+             | D2                 | 22                 | 4                  |
| *22                                          | [2]                | C2v                | 2m                 | 4                  |
| 2*                                           | [2+,2]             | C2h                | 2/m sau 22         | 4                  |
| 2×                                           | [2+,4+]            | S4                 | 2 sau 2            | 4                  |
| 22                                           | [2]+               | C2                 | 2                  | 2                  |
| *22                                          | [1,2]              | D1h = C2v          | 1/mmm sau 21m2     | 4                  |
| 2*                                           | [2+,2]             | D1d = C2h          | 212m sau 1m        | 4                  |
| 22                                           | [1,2]+             | D1 = C2            | 12                 | 2                  |
| *1                                           | [ ]                | C1v = Cs           | 1m                 | 2                  |
| 1*                                           | [2,1+]             | C1h = Cs           | 1/m sau 21         | 2                  |
| 1×                                           | [2+,2+]            | S2 = Ci            | 21 sau 1           | 2                  |
| 1                                            | [ ]+               | C1                 | 1                  | 1                  |

### Planul euclidian

#### Grupuri de friză
| IUC  | Cox.      | Schön.†       | Diagramă,‡ orbifold | Exemple și expresie Conway     | Descriere |
| ---- | --------- | ------------- | ------------------- | ------------------------------ | --- |
| p1   | [∞]+ ·    | C∞ Z∞         | ∞∞                  | F F F F F F F F hop            | (T) Doar translație: Acest grup este generat individual, printr-o translație cu cea mai mică distanță pentru care modelul este periodic. |
| p11g | [∞+,2+] · | S∞ Z∞         | ∞×                  | Γ L Γ L Γ L Γ L step           | (TG) Reflexii translate și translații: Acest grup este generat individual, printr-o reflexie translată, translațiile fiind obținute prin combinarea a două reflexii translate.                                                                               |
| p1m1 | [∞] ·     | C∞v Dih∞      | *∞∞                 | Λ Λ Λ Λ Λ Λ Λ Λ sidle          | (TV) Drepte de reflexie verticale și translații: Grupul este același cu grupul netrivial în cazul unidimensional; este generat de o translație și o reflexie în axa verticală.                                                                               |
| p2   | [∞,2]+ ·  | D∞ Dih∞       | 22∞                 | S S S S S S S S spinning hop   | (TR) Translații și rotații de 180°: Grupul este generat de o translație și o rotație de 180°. |
| p2mg | [∞,2+] ·  | D∞d Dih∞      | 2*∞                 | V Λ V Λ V Λ V Λ spinning sidle | (TRVG) Drepte de reflexie verticale, reflexii translate, translații și rotații de 180°: Translațiile de aici provin din reflexiile translate, astfel încât acest grup este generat de o reflexie translată și fie de o rotație, fie de o reflexie verticală. |
| p11m | [∞+,2] ·  | C∞h Z∞×Dih1   | ∞*                  | B B B B B B B B jump           | (THG) Translații, reflexii orizontale, reflexii translate: Acest grup este generat de o translație și reflexia pe axa orizontală. Reflexia translată apare aici ca o compunere a translației și a reflexiei orizontale.                                      |
| p2mm | [∞,2] ·   | D∞h Dih∞×Dih1 | *22∞                | H H H H H H H H spinning jump  | (TRHVG) Drepte de reflexie orizontale și verticale, translații și rotații la 180°: Acest grup necesită trei generatoare, cu un set generator constând dintr-o translație, reflexia pe axa orizontală și o reflexie pe o axă verticală.                       |

† Notația Schönflies a grupurilor punctuale este extinsă aici la cazuri de simetrii infinite de puncte diedrale echivalente.
‡ Diagrama prezintă un domeniu fundamental în galben, cu drepte de reflexie în albastru, drepte de reflexie translată în verde întrerupt, normale de translație în roșu și puncte de rotație de două ori ca mici pătrate verzi.

#### Grupuri de tapet
| (*442), p4m | (4*2), p4g |
| ----------- | ---------- |
|             |            |
| (*333), p3m | (632), p6  |
|             |            |

| Orbifold | Coxeter     | Hermann Mauguin | Speiser Niggli | Polya Guggenhein | Fejes Toth Cadwell |
| -------- | ----------- | --------------- | -------------- | ---------------- | ------------------ |
| *632     | [6,3]       | p6m             | C(I)6v         | D6               | W16                |
| 632      | [6,3]+      | p6              | C(I)6          | C6               | W6                 |
| *442     | [4,4]       | p4m             | C(I)4          | D*4              | W14                |
| 4*2      | [4+,4]      | p4g             | CII4v          | Do4              | W24                |
| 442      | [4,4]+      | p4              | C(I)4          | C4               | W4                 |
| *333     | [3[3]]      | p3m1            | CII3v          | D*3              | W13                |
| 3*3      | [3+,6]      | p31m            | CI3v           | Do3              | W23                |
| 333      | [3[3]]+     | p3              | CI3            | C3               | W3                 |
| *2222    | [∞,2,∞]     | pmm             | CI2v           | D2kkkk           | W2                 |
| 2*22     | [∞,2+,∞]    | cmm             | CIV2v          | D2kgkg           | W12                |
| 22*      | [(∞,2)+,∞]  | pmg             | CIII2v         | D2kkgg           | W32                |
| 22×      | [∞+,2+,∞+]  | pgg             | CII2v          | D2gggg           | W42                |
| 2222     | [∞,2,∞]+    | p2              | C(I)2          | C2               | W2                 |
| **       | [∞+,2,∞]    | pm              | CIs            | D1kk             | W21                |
| *×       | [∞+,2+,∞]   | cm              | CIIIs          | D1kg             | W1                 |
| ××       | [∞+,(2,∞)+] | pg              | CII2           | D1gg             | W31                |
| o        | [∞+,2,∞+]   | p1              | C(I)1          | C1               | W1                 |

### Planul hiperbolic
| Exemple cu triunghiuri dreptunghice (*2pq) | Exemple cu triunghiuri dreptunghice (*2pq) | Exemple cu triunghiuri dreptunghice (*2pq) | Exemple cu triunghiuri dreptunghice (*2pq) | Exemple cu triunghiuri dreptunghice (*2pq) |
| ------------------------------------------ | ------------------------------------------ | ------------------------------------------ | ------------------------------------------ | ------------------------------------------ |
| *237                                       | *238                                       | *239                                       | *23∞                                       |                                            |
| *245                                       | *246                                       | *247                                       | *248                                       | *∞42                                       |
| *255                                       | *256                                       | *257                                       | *266                                       | *2∞                                        |
| Exemple cu triunghiuri oarecare (*pqr)     |                                            |                                            |                                            |                                            |
| *334                                       | *335                                       | *336                                       | *337                                       | *33∞                                       |
| *344                                       | *366                                       | *3∞                                        | *63                                        | *∞3                                        |
| Example cu poligoane superioare (*pqrs...) |                                            |                                            |                                            |                                            |
| *2223                                      | *(23)2                                     | *(24)2                                     | *34                                        | *44                                        |
| *25                                        | *26                                        | *27                                        | *28                                        |                                            |
| *222∞                                      | *(2∞)2                                     | *∞4                                        | *2∞                                        | *∞                                         |

Primele câteva grupuri hiperbolice, ordonate după caracteristica lor Euler sunt:
| −1/χ        | Orbifold                                                                      | Coxeter                                                                                                 |
| ----------- | ----------------------------------------------------------------------------- | --- |
| 84          | *237                                                                          | [7,3]                                                                                                   |
| 48          | *238                                                                          | [8,3]                                                                                                   |
| 42          | 237                                                                           | [7,3]+                                                                                                  |
| 40          | *245                                                                          | [5,4]                                                                                                   |
| 36–26.4     | *239, *2 3 10                                                                 | [9,3], [10,3]                                                                                           |
| 26.4        | *2 3 11                                                                       | [11,3]                                                                                                  |
| 24          | *2 3 12, *246, *334, 3*4, 238                                                 | [12,3], [6,4], [(4,3,3)], [3+,8], [8,3]+                                                                |
| 22.3–21     | *2 3 13, *2 3 14                                                              | [13,3], [14,3]                                                                                          |
| 20          | *2 3 15, *255, 5*2, 245                                                       | [15,3], [5,5], [5+,4], [5,4]+                                                                           |
| 19.2        | *2 3 16                                                                       | [16,3]                                                                                                  |
| 182⁄3       | *247                                                                          | [7,4]                                                                                                   |
| 18          | *2 3 18, 239                                                                  | [18,3], [9,3]+                                                                                          |
| 17.5–16.2   | *2 3 19, *2 3 20, *2 3 21, *2 3 22, *2 3 23                                   | [19,3], [20,3], [20,3], [21,3], [22,3], [23,3]                                                          |
| 16          | *2 3 24, *248                                                                 | [24,3], [8,4]                                                                                           |
| 15          | *2 3 30, *256, *335, 3*5, 2 3 10                                              | [30,3], [6,5], [(5,3,3)], [3+,10], [10,3]+                                                              |
| 142⁄5–131⁄3 | *2 3 36 ... *2 3 70, *249, *2 4 10                                            | [36,3] ... [60,3], [9,4], [10,4]                                                                        |
| 131⁄5       | *2 3 66, 2 3 11                                                               | [66,3], [11,3]+                                                                                         |
| 128⁄11      | *2 3 105, *257                                                                | [105,3], [7,5]                                                                                          |
| 124⁄7       | *2 3 132, *2 4 11 ...                                                         | [132,3], [11,4], ...                                                                                    |
| 12          | *23∞, *2 4 12, *266, 6*2, *336, 3*6, *344, 4*3, *2223, 2*23, 2 3 12, 246, 334 | [∞,3] [12,4], [6,6], [6+,4], [(6,3,3)], [3+,12], [(4,4,3)], [4+,6], [∞,3,∞], [12,3]+, [6,4]+ [(4,3,3)]+ |
| ...         |                                                                               | |